# 恩兰·达扎路恭
恩兰·达扎路恭（藏語：ངན་ལམ་སྟག་སྒྲ་ཀླུ་ཁོང་，威利转写：ngan lam stag sgra klu khong，THL：Nganlam Takdra Lukhong），吐蕃著名大将，后官拜大贡论。曾与秦·尚杰斯秀亭（尚野息）一起平定吐蕃内乱。后率军入侵唐朝，占领长安，拥立宗室李承宏为帝。赤祖德赞在拉萨竖立“恩兰·达札路恭纪功碑”以纪念其功绩。

## 名称
其名字，在《恩兰·达札路恭纪功碑》中又写作恩兰·路恭（ངན་ལམ་ཀླུ་ཁོང་）或路恭（ཀླུ་ཁོང་），《王者遗教》作大论达热路恭（བློན་པོ་ཆེན་རྟ་ར་ཀླུ་གོང），而在敦煌出土的藏文文献中又称其为论达扎（བློན་སྟག་སྒྲ）。有学者据敦煌文献中的“རྨ་གྲོམ”一名，认为达扎路恭就是《资治通鉴》中记载的马重英。

## 生涯
恩兰·达扎路恭出生在彭域（今西藏自治区林周县）的贵族世家恩兰氏家庭。达扎路恭在赤德祖赞时期就出任将军一职。736年，他曾带领吐蕃军队讨伐突厥，大破之。755年，赤德祖赞在亚著贝擦城（藏語：ཡ་འབྲོག་ས་ཚལ）赛马时，被大臣朗·梅色（藏語：ལང་མྱེསཟིགས།）和末·东则布二人害死。二人勾结苏毗王没庐赞举兵反叛。达扎路恭率军平定了这个叛乱，拥立王子赤松德赞即位。随后奉命同秦·尚杰斯秀亭（即尚野息）诛杀了两位大臣，并查抄其家产。达扎路恭因此在政坛上平步青云，成为仅次于摄政者玛祥仲巴杰的重臣。
同年唐朝发生安史之乱。达扎路恭看到了唐朝的衰弱，于763年10月，秦·尚杰斯秀亭二人，率二十万大军攻陷唐朝首都长安并洗劫了这座城市，唐代宗出奔陕州。吐蕃拥立金城公主的兄弟广武王李承宏为皇帝。不久，郭子仪等唐朝的勤王势力逼近长安，吐蕃便于占领十五天之后撤军回国。
765年，吐蕃联合回纥、吐谷浑、党项、奴剌等部，以及唐朝的叛将仆固怀恩一起进攻唐朝。达扎路恭、尚野息、尚結息贊磨、尚息東贊等率吐蕃军队从邠州进军长安城附近的奉天（今陕西乾县），为唐将浑瑊击退，吐蕃军伤亡一万五千人。时天降大雨，吐蕃军由于行军不便，转而进攻醴泉（今陕西礼县北），掳数万人而归；途经邠州，会同回纥军队围攻泾阳（今陕西泾阳县）。郭子仪据城避免出战。不久仆固怀恩病死，郭子仪同回纥统帅药葛罗结盟，唐、回纥联军反将吐蕃击溃，成功解了长安之围。
769年，赤松德赞联合大臣墀桑雅甫拉等人发动政变，杀死了玛祥仲巴杰并亲政。赤松德赞任命墀桑雅甫拉为大贡论，并派人从天竺请来了佛教高僧寂护弘扬佛法。在此期间，达扎路恭同其他一些支持苯教的大臣联合，坚决反对赤松德赞弘扬佛教的计划，迫使赤松德赞将寂护礼送出境。但不久反佛事件平息以后，赤松德赞又将寂护和密宗大师莲花生接到了吐蕃。莲花生等僧人在吐蕃建造佛寺，遭到了苯教大臣的强烈反对，认为一个国家决不能有两种不同的官方宗教信仰。莲花生提议以辩论的方法来决定两个宗教的地位。在赤松德赞的主持下，莲花生同支持苯教的达扎路恭等大臣进行了辩论。结果莲花生获得了胜利，赤松德赞下令全国废除苯教信仰，改信佛教；全体大臣都必须为吐蕃建立佛寺作贡献；废止苯教的祭祀并将苯教的经书丢入河中。一些苯教的大臣在恩兰·达扎路恭带头下，坚决拒绝建造佛寺，并抵制佛教。于是赤松德赞命令将达扎路恭用草绳捆着鞭打一顿，然后流放北方。此后支持苯教的大臣只得服从命令。
但不久后达扎路恭就转为崇佛，并为桑耶寺建造了黑塔以供奉如来佛祖的遗骨。由于此转变，并且达扎路恭战功赫赫，立刻被赤松德赞召回并委以重任。后来又继秦·尚杰斯秀亭之后担任了大贡论之职。因其功勋卓著，赤松德赞特意在逻些城为其竖立了“达扎路恭记功碑”，以表彰其功绩。赤松德赞下令给予其后代犯重罪不处以死刑、官衔永远世袭、私有财产永不没收等等特权。
778年，达扎路恭率军攻打唐朝的灵州、庆州、盐州、银州和泾州。790年，达扎路恭率军北伐，大破支援西域唐军的回鹘主力，回鹘走向衰落。在792年，吐蕃完全占领了西域地区，将唐朝与回鹘的势力彻底驱逐。
792年，天竺僧人莲花戒与禅宗僧人堪布摩诃衍在逻些城进行顿渐之诤，长达三年的激烈辩论中，墀桑雅甫拉支持莲花戒，而恩兰·达扎路恭则支持堪布摩诃衍。在辩论期间，双方的支持者各自携带武器，气氛十分紧张。赤松德赞下令没收了所有武器。最终莲花戒一派获得了胜利。但莲花戒不久就被人暗杀，此事件可能与达扎路恭有一定关联。
相传达扎路恭死后变成一个大非人，被称作“桂波达热”（藏語：རྒོད་པོ་ཏ་ར，意思是“野达热”）；后来又被委任为秦浦（藏語：མཆིམས་ཕུ，位于拉萨东南，雅鲁藏布江北岸，桑耶寺之东侧）的护法神。

## 脚注
1. 1 2  《贤者喜宴》182~183页
2. 1 2  《资治通鉴·卷223》
3. ↑  《西藏王统记》205页，脚注593。
4. ↑  《贤者喜宴》113页，脚注23
5. 1 2  达扎路恭记功碑
6. ↑  《贤者喜宴》182页~183页
7. 1 2 3  《新唐书·吐蕃传》
8. ↑  《西藏王统记》记载，玛祥仲巴杰禁佛时曾将逻些小昭寺的觉阿宝像送往芒域，在那里放置了十四年之久，直到赤松德赞亲政之后才被迎回。据此推断赤松德赞的亲政应为即位后的第14年，也就是769年。（《西藏王统记》，第119页）
9. ↑  《贤者喜宴》132~133页
10. ↑  《贤者喜宴》138页
11. ↑  《贤者喜宴》140~141页。原文为“ཧོར་ཡུལ་”（霍尔域），指西藏北方游牧民族的地区。黄颢译为“突厥地区”，此时实际统治的是回鹘。
12. ↑  《吐蕃史稿》157~160页
13. ↑  《贤者喜宴》207页脚注86。
14. ↑  《贤者喜宴》87页
15. ↑  《贤者喜宴》140~141页